# Memoriał Grundmanna i Wizowskiego 2019
Memoriał Grundmanna i Wizowskiego 2019, oficjalnie Grand Prix Doliny Baryczy - XXIX Memoriał Grundmanna i Wizowskiego – 29. edycja wyścigu kolarskiego Memoriał Grundmanna i Wizowskiego, która odbyła się 22 czerwca 2019 na liczącej 162 kilometry trasie wokół Żmigrodu. Impreza kategorii 1.2 była częścią UCI Europe Tour 2019.

## Drużyny
| Continental teams (5)- Voster ATS Team - CCC Development Team - Hurom BDC Development - Wibatech Merx - LKT Team Brandenburg Reprezentacja- Słowacja Regionalne i klubowe drużyny (9)- Krismar Big Silvant Team - Cycling Tartu - GKS Cartusia Bike Atelier - Region Centralny - Topforex Lapierre Pro Cycling Team - Team SchnelleStelle - UrKrostitzer - ALKS Stal Grudziądz - LUKS Trójka Piaseczno - TC Chrobry Scott Głogów |
| |

## Klasyfikacja generalna
| \| Klasyfikacja generalna \| Klasyfikacja generalna \| Klasyfikacja generalna \| Klasyfikacja generalna \| Klasyfikacja generalna \| \| Kolarz \| Kolarz \| Państwo \| Drużyna \| Czas \| \| ---------------------- \| ---------------------- \| ---------------------- \| ------------------------- \| ---------------------- \| \| 1. \| Sylwester Janiszewski \| Polska \| Voster ATS Team \| 3h 32' 48" \| \| 2. \| Kamil Małecki \| Polska \| CCC Development \| + 0" \| \| 3. \| Tobiasz Pawlak \| Polska \| Hurom BDC Development \| + 0" \| \| 4. \| Marek Rutkiewicz \| Polska \| Wibatech Merx \| + 1" \| \| 5. \| Sebastian Matusiak \| Polska \| Krismar Big Silvant Team \| + 1" \| \| 6. \| Markus Pajur \| Estonia \| Cycling Tartu \| + 2" \| \| 7. \| Michał Wenglorz \| Polska \| GKS Cartusia Bike Atelier \| + 2" \| \| 8. \| Adrian Mrówka \| Polska \| Region Centralny \| + 2" \| \| 9. \| Petr Klabouch \| Czechy \| Topforex-Lapierre \| + 2" \| \| 10. \| Ľuboš Malovec \| Słowacja \| Słowacja \| + 2" \| |                       |          |                           |            |
| |                       |          |                           |            |
| Źródło: ProCyclingStats |                       |          |                           |            |
| Klasyfikacja generalna |                       |          |                           |            |
| Kolarz | Kolarz                | Państwo  | Drużyna                   | Czas       |
| 1. | Sylwester Janiszewski | Polska   | Voster ATS Team           | 3h 32' 48" |
| 2. | Kamil Małecki         | Polska   | CCC Development           | + 0"       |
| 3. | Tobiasz Pawlak        | Polska   | Hurom BDC Development     | + 0"       |
| 4. | Marek Rutkiewicz      | Polska   | Wibatech Merx             | + 1"       |
| 5. | Sebastian Matusiak    | Polska   | Krismar Big Silvant Team  | + 1"       |
| 6. | Markus Pajur          | Estonia  | Cycling Tartu             | + 2"       |
| 7. | Michał Wenglorz       | Polska   | GKS Cartusia Bike Atelier | + 2"       |
| 8. | Adrian Mrówka         | Polska   | Region Centralny          | + 2"       |
| 9. | Petr Klabouch         | Czechy   | Topforex-Lapierre         | + 2"       |
| 10. | Ľuboš Malovec         | Słowacja | Słowacja                  | + 2"       |